# Jean Anouilh
Jean Anouilh (Bordéus, 23 de junho de 1910 – Lausanne, 3 de outubro de 1987) foi um dramaturgo francês.
Filho de um alfaiate e de uma pianista, iniciou a carreira de direito, que não completou. Trabalhou no campo da publicidade até que, em 1932, iniciou carreira teatral com O Arminho. Desta época inicial são uma série de obras que obtêm bom acolhimento por parte do público: O Viajante sem Bagagem, A Selvagem, O Baile dos Ladrões, Eurídice e Antígona, estas duas últimas recriações modernas de temas clássicos.

## Obras
- Le Rendez-vous de Senlis (1941)